# Pachycladon crenata
Pachycladon crenata är en korsblommig växtart som beskrevs av Philipson. Pachycladon crenata ingår i släktet Pachycladon och familjen korsblommiga växter. Inga underarter finns listade i Catalogue of Life.